# Боденевський сільський округ
Бодене́вський сільський округ (каз. Бөдене ауылдық округі, рос. Боденевский сельский округ) — адміністративна одиниця у складі Індерського району Атирауської області Казахстану. Адміністративний центр та єдиний населений пункт — село Бодене.
Населення — 1560 осіб (2021; 1476 у 2009, 1449 у 1999, 1120 у 1989).
Станом на 1989 рік існувала Індерська сільська рада (село Будене).